# Joanna Moore
Joanna Moore (nascida Dorothy Joanne Cook, 10 de novembro de 1934 - 22 de novembro de 1997) foi uma atriz americana de cinema e televisão que, entre 1956 e 1976, apareceu em 17 longas-metragens e estrelou quase uma centena de episódios de séries de televisão.
De 1963 a 1967, foi casada com o ator Ryan O'Neal, com quem teve dois filhos, Griffin O'Neal e Tatum O'Neal.
A carreira de Moore atingiu seu auge na década de 1960. Durante esse tempo, ela estrelou vários programas populares, incluindo Alfred Hitchcock Presents, Perry Mason, The Fugitive, Bewitched e The Real McCoys. Um de seus papéis recorrentes foi como o interesse amoroso do xerife Andy Taylor, Peggy "Peg" McMillan em quatro episódios de The Andy Griffith Show, de 1962 a 1963. Moore foi ator convidado em faroestes de televisão como The Rifleman, Wagon Train, Gunsmoke, The Rebel, The High Chaparral, The Wild Wild West e The Virginian. Na década de 1970, sua carreira começou a declinar devido ao uso indevido de drogas e álcool. Moore fez sua última aparição na tela em 1986 e morreu de câncer de pulmão em 1997.

## Juventude
Moore nasceu Dorothy Joanne Cook em Americus, Geórgia, a mais velha das duas filhas de Dorothy Martha (nascida English) e Henry Anderson Cook III. Em 1941, quando ela era criança, seus pais e sua irmã mais nova se envolveram em um acidente de carro fatal. Sua mãe e irmã morreram imediatamente, enquanto seu pai morreu devido aos ferimentos um ano após o acidente. Moore foi então adotada por uma rica família local e mudou seu nome de Dorothy para Joanna.
Quando adolescente, ela se casou e se divorciou rapidamente de Willis Moore em 1951. Após o divórcio, ela frequentou o Agnes Scott College em Decatur, Geórgia. Enquanto cursava a faculdade, ela entrou e ganhou um concurso de beleza e foi trazida para Hollywood.

## Carreira

### Década de 1950
Moore fez sua estreia na televisão no episódio de 8 de novembro de 1956 do Lux Video Theatre. No ano seguinte, ela estreou no cinema no drama policial de 1957, Appointment with a Shadow. Mais tarde naquele ano, ela apareceu em episódios de Goodyear Theatre e Harbormaster, junto com outro filme, Slim Carter. Em 1958, ela teve um pequeno papel no filme noir clássico Touch of Evil com Orson Welles, Charlton Heston, Janet Leigh e Marlene Dietrich, seguido por papéis mais substanciais no filme de terror Monster on the Campus e no Western Ride a Crooked Trail.
De 1958 a 1959, Moore conseguiu participações especiais na televisão, incluindo Maverick, The Rifleman e Riverboat. Ela fez uma aparição especial em Perry Mason como personagem-título no episódio de 1958 "The Case of the Terrified Typist".

### Década de 1960
Durante a década de 1960, Moore continuou sua carreira como atriz convidada em vários programas de televisão, além de aparições em filmes. De 1960 a 1961, ela estrelou em Five Fingers, The Rebel, Hong Kong, The Untouchables, 77 Sunset Strip, Going My Way e Empire.
Em 1962, Moore apareceu como Miss Precious em Walk on the Wild Side com Jane Fonda, Barbara Stanwyck e Capucine, seguido pelo musical Follow That Dream com Elvis Presley. Nesse mesmo ano, Moore apareceu em quatro episódios do The Andy Griffith Show como Peggy "Peg" McMillan, o interesse amoroso do xerife Taylor, e estrelou como convidada em um episódio da Route 66. Em 1963, ela coestrelou Son of Flubber e foi escalada para The Man from Galveston, destinado a ser o piloto de Temple Houston. Também naquele ano, ela fez uma segunda aparição especial em Perry Mason como Grace Olney em "The Case of the Reluctant Model".
De 1965 a 1967, Moore estrelou como ator convidado em The Man from UNCLE, The Rogues, My Three Sons, Peyton Place (estrelado pelo então marido de Moore, Ryan O'Neal), Daniel Boone, Cowboy in Africa e Iron Horse. Em 1967, Moore apareceu como Daphne Harper, uma esnobe e ex-rainha da beleza amiga de Darrin, no episódio "Charlie Harper, Winner" de Bewitched . Durante o tempo, Moore também teve um papel não creditado como Angie, a viúva de Jesse Cole, em Nevada Smith, estrelado por Steve McQueen.
Ao longo das décadas de 1950 e 1960, Moore também fez várias aparições em The Millionaire, The United States Steel Hour, Route 66, Wagon Train, Alfred Hitchcock Presents, Hawaiian Eye, Alcoa Premiere, Gunsmoke, The Fugitive, The Virginian, O Alto Chaparral e The FBI.

### Décadas de 1970 e 1980
Durante a década de 1970, Moore continuou com papéis especiais em Nanny and the Professor, The Governor & JJ e McCloud. Em 1973, ela apareceu na adaptação televisiva do filme Three Coins in the Fountain, de 1954, também estrelado por Yvonne Craig e Cynthia Pepper. Em 1974, ela apareceu em um episodio de The Waltons. Em 1975, ela co-estrelou o longa-metragem The Hindenburg. No ano seguinte, ela estrelou Petrocelli e The Blue Knight e fez duas aparições em Bronk.
No final da década de 1970, a carreira de Moore começou a diminuir devido a problemas pessoais. Suas únicas duas aparições na tela depois de 1976 foram em um papel coadjuvante no filme para televisão de 1980, Scout's Honor, estrelado por Gary Coleman, e uma pequena participação no filme australiano de 1986, Run Chrissie Run!.

## Vida pessoal

### Perda de audição
No início da década de 1960, Moore ficou surda como resultado de otosclerose, que seu médico disse ser resultado de um depósito de cálcio em seu ouvido médio. Moore disse que precisava ler os lábios para entender o que as pessoas estavam dizendo. Uma operação restaurou sua audição em 1962.

### Casamentos e filhos
Em 3 de abril de 1963, Moore se casou com seu terceiro marido, o ator Ryan O'Neal. O casal teve dois filhos: Tatum O'Neal e Griffin O'Neal. O casamento foi tempestuoso e o casal se separou no início de 1966. Em fevereiro de 1967, o divórcio foi definitivo.

### Dependência de drogas e álcool
Na época da sua separação de O'Neal, Moore começou a fazer uso indevido de álcool e drogas, nomeadamente anfetaminas, e tornou-se viciada.
Em 1970, Moore deu entrada no Hospital Estadual de Camarillo para tratamento psiquiátrico. No ano seguinte, ela foi presa por dirigir embriagada depois de se envolver em uma briga enquanto ela e seus filhos visitavam a casa de O'Neal em Malibu. Após sua prisão, ela perdeu a custódia dos filhos.
No final da década de 1970, ela estava sendo apoiada financeiramente por sua filha, Tatum, que se tornou uma atriz ganhadora do Oscar aos 10 anos e uma das estrelas infantis mais bem pagas da época. As crianças ainda estavam sob custódia de Ryan O'Neal e, apesar do tratamento, Moore continuou a fazer uso indevido de drogas e álcool. Como resultado, ela foi presa cinco vezes por DUI durante a década de 1980.

### Morte
Em 1996, Moore, fumante de longa data, foi diagnosticado com câncer de pulmão. Em 22 de novembro de 1997, ela morreu da doença, doze dias após completar 63 anos. Sua filha Tatum estava ao seu lado no momento de sua morte. Moore foi enterrada no Hillside Memorial Park em Redlands, mas sua família mais tarde transferiu seus restos mortais para o cemitério de Oak Grove, em sua cidade natal, Americus, Geórgia.

## Filmografia selecionada
| Ano  | Título                       | Papel                                        | Notas                                                      |
| ---- | ---------------------------- | -------------------------------------------- | ---------------------------------------------------------- |
| 1957 | Encontro com uma sombra      | Penny Spencer                                | Título alternativo: Se eu deveria morrer                   |
| 1957 | Carter magro                 | Charlene Carroll                             |                                                            |
| 1958 | Maré cheia                   | Bárbara Brooks                               |                                                            |
| 1958 | Toque do Mal                 | Márcia Linnekar                              |                                                            |
| 1958 | Ande por uma trilha tortuosa | Pequeno conhaque                             |                                                            |
| 1958 | Monstro no Campus            | Madeline Howard                              |                                                            |
| 1959 | O último homem irritado      | Alice Taggart                                |                                                            |
| 1962 | Caminhar no lado selvagem    | Senhorita Preciosa                           |                                                            |
| 1962 | Siga esse sonho              | Alicia Claypoole                             |                                                            |
| 1963 | Filho do Flubber             | Désirée de la Roche                          |                                                            |
| 1963 | O Homem de Galveston         | Rita Dillard                                 |                                                            |
| 1966 | Nevada Smith                 | Angie Coe - Saloon Girl e viúva de Jesse Coe | Não creditado                                              |
| 1968 | Contagem regressiva          | Mickey Stegler                               |                                                            |
| 1968 | Nunca um momento maçante     | Melanie Suave                                |                                                            |
| 1972 | JC                           | Miriam Salários                              | Título alternativo: Cavaleiros de Ferro                    |
| 1975 | O Hindenburg                 | Sra. Channing                                |                                                            |
| 1986 | Corra Chrissie Corra!        | Treinador de críquete                        | Título alternativo: Moving Targets, (papel final no filme) |

| Year      | Title                      | Role                       | Notes                                                |
| --------- | -------------------------- | -------------------------- | ---------------------------------------------------- |
| 1956      | Lux Video Theatre          | Stephanie                  | Episode: "Jezebel"                                   |
| 1957      | Goodyear Theater           | Alice Bowles               | Episode: "Lost and Found"                            |
| 1957      | Harbourmaster              | Maggie                     | Episode: "The Wreckers"                              |
| 1958      | Bachelor Father            | Diana Webster              | Episode: "Parent's Night"                            |
| 1958      | Alfred Hitchcock Presents  | Judy Archer                | Episode: “Post-Mortem”                               |
| 1958      | Kraft Television Theatre   | Paula Carter               | Episode: "Death for Sale"                            |
| 1958      | Perry Mason                | Patricia Taylor            | Episode: "The Case of the Terrified Typist"          |
| 1959      | Maverick                   | Linda                      | Episode: "The Lass with the Poisonous Air"           |
| 1959      | The Rifleman               | Eleanor Claremont          | Episode: "Obituary"                                  |
| 1960      | Tales of Wells Fargo       | Arlene Howell              | Episode: "The Easterner"                             |
| 1960      | Gunsmoke                   | Colleen Tawny              | Episode: "Colleen So Green"                          |
| 1960      | Gunsmoke                   | Cherry O'Dell              | Episode: "Cherry Red"                                |
| 1960      | Adventures in Paradise     | Ricky                      | Episode: "The Siege of Troy"                         |
| 1961      | The Brothers Brannagan     | Amanda Barnes              | Episode: "A Matter of Millions"                      |
| 1961      | Follow the Sun             | Constance                  | Episode: "The Far Side of Nowhere"                   |
| 1961      | Route 66                   | Trinket                    | Episode: "A Skill For Hunting"                       |
| 1962      | Ripcord                    | Jill Kelly                 | Episode: "Chute to Kill"                             |
| 1962      | The Dick Powell Show       | Jeanne Lauring             | Episode: "Squadron"                                  |
| 1962      | Route 66                   | Lola                       | Episode: "There I Am - There I Always Am"            |
| 1962–1963 | The Andy Griffith Show     | Peggy McMillan             | 4 episodes                                           |
| 1963      | Going My Way               | Gerry                      | Episode: "Don't Forget to Say Goodbye"               |
| 1963      | The Dakotas                | Doll Harvey                | Episode: "Justice at Eagle's Nest"                   |
| 1963      | Perry Mason                | Grace Olney                | Episode: "The Case of the Reluctant Model"           |
| 1964      | The Fugitive               | Helen Simmons              | Episode: "Never Stop Running"                        |
| 1964      | The Lieutenant             | Julie Havener              | Episode: "Interlude"                                 |
| 1964      | The Alfred Hitchcock Hour  | Danielle                   | Episode: “Who Needs An Enemy?”                       |
| 1964      | The Greatest Show on Earth | Denny Greenleaf            | Episode: "There Are No Problems, Only Opportunities" |
| 1965      | The Fugitive               | Joan Mitchell              | Episode: "Crack in a Crystal Ball"                   |
| 1965      | The Man from U.N.C.L.E.    | Fran Parsons               | Episode: "The Deadly Decoy Affair"                   |
| 1965      | The Wild Wild West         | Linda Medford              | Episode: "The Night of the Fatal Trap"               |
| 1965      | Gunsmoke                   | Honey Dare                 | Episode: "Honey Pot"                                 |
| 1966      | The Fugitive               | Ruth Bianchi               | Episode: "Nobody Loses All the Time"                 |
| 1966      | Run for Your Life          | Kay Mills                  | Episode: "The Man Who Had No Enemies"                |
| 1966      | Felony Squad               | Betty Reilly               | Episode: "Miss Reilly's Revenge"                     |
| 1967      | Bewitched                  | Daphne Harper              | Episode: "Charlie Harper, Winner"                    |
| 1967      | T.H.E. Cat                 | Valerie Evans              | Episode: "Design for Death"                          |
| 1967      | The Virginian              | Carol Fisk                 | Episode: "To Bear Witness"                           |
| 1969      | Judd, for the Defense      | Barbara Townsend           | Episode: "Visitation"                                |
| 1969      | The High Chaparral         | Charlene "Charly" Converse | Episode: "Lady Fair"                                 |
| 1970      | The Name of the Game       | Emily                      | Episode: "A Love to Remember"                        |
| 1970      | The Most Deadly Game       | Paula Winton               | Episode: "Nightbirds"                                |
| 1974      | Police Story               | Lisa Roberts               | Episode: "Explosion"                                 |
| 1974      | The Waltons                | Laura Sue Champion         | Episode: "The Departure"                             |
| 1975      | Kung Fu                    | Lula Morgan                | Episode: "The Brothers Caine"                        |
| 1976      | Petrocelli                 | Kay Willis                 | Episode: "Death Ride"                                |
| 1980      | Scout's Honor              | Ms. Odom                   | Television film                                      |